# Hekaib (VI. dinasztia)

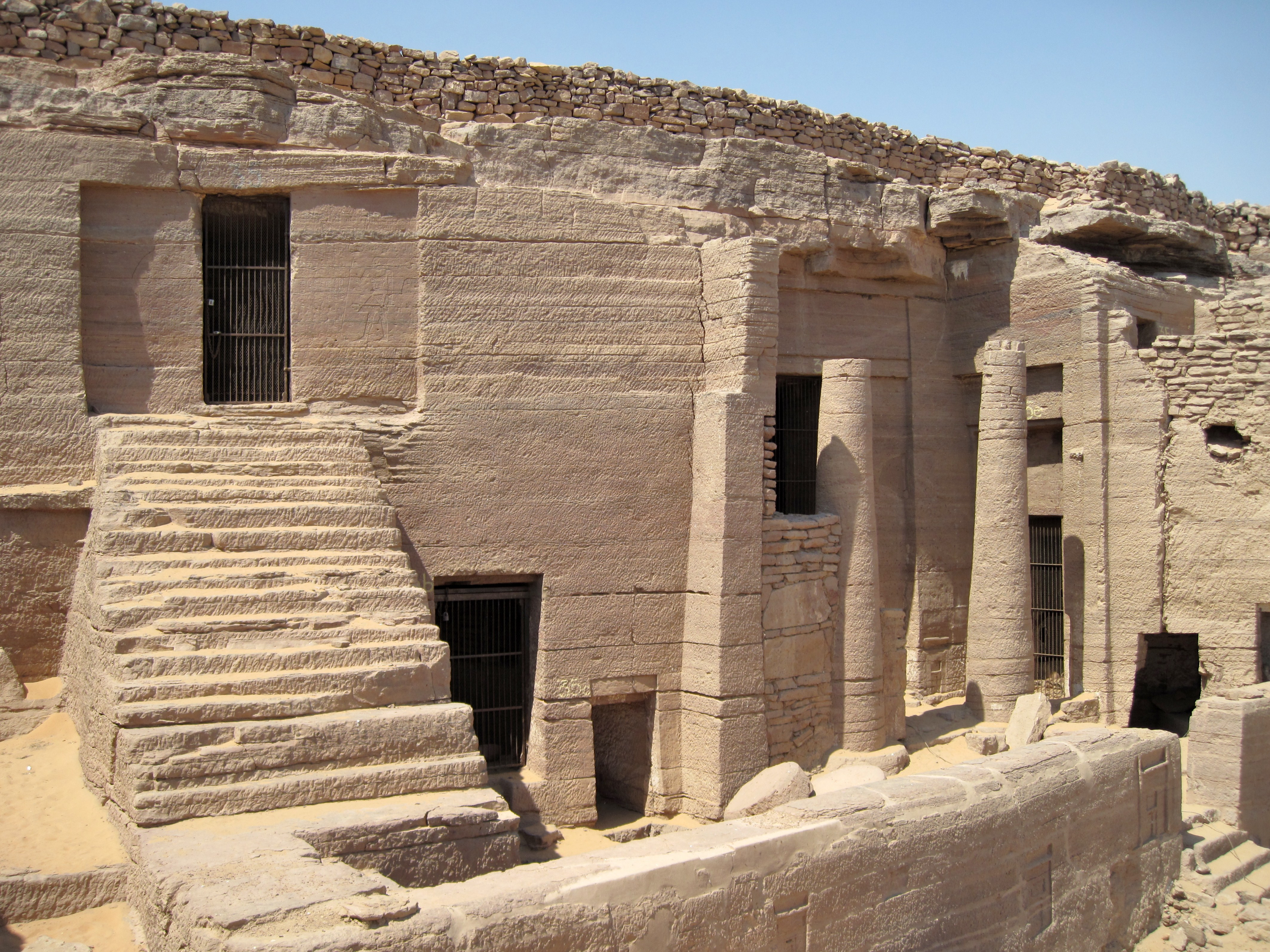
Hekaib sírjának bejárata

Hekaib (Pepinaht) ókori egyiptomi hivatalnok, a felső-egyiptomi 1. nomosz, Ta-Szeti kormányzója volt a VI. dinasztia uralkodásának vége felé, II. Pepi uralkodása alatt. Hadjáratokat is vezetett Núbiába.

## Pályafutása
Valódi neve Pepinaht volt, amely bazilofór (uralkodója nevét magában foglaló) név, jelentése: „Pepi erős”. Katonatisztként legalább három hadjáratot vezetett, melyeket Kubbet el-Hawa-i sírja homlokzatán örökített meg, címeinek hosszú sora után. Első hadjárata során Núbia területét, Wawatot és Irthetet támadta meg meglepetésszerűen, sok harcost lemészárolt és foglyokat is ejtett, akiket a fáraó udvarába vitt. Második hadjáratán, mikor ugyanide küldték vissza, törzsfőket is elfogott és ismét zsákmányt szerzett. Harmadik hadjáratán egy bizonyos Enenhet holttestét kellett elhoznia; azzal bízták meg, hogy építsen hajót és menjen Punt földjére, de az életrajzában „homoklakókként” említettek megölték, kíséretével együtt. Életrajza hirtelen véget ér ott, ahol a homoklakókat támadja, de valószínű, hogy ezt a küldetését is sikerült teljesítenie.
Képességeinek és karizmájának köszönhetően kapta a Hekaib („Aki uralja a szívét”) ragadványnevet, és azt, hogy halála után hamar istenként kezdték tisztelni. Mindez azt is mutatja, mekkora hatalomra tettek szert a helyi kormányzók ebben az időszakban, ami már előrevetíti az első átmeneti kort, a királyi hatalom meggyengülését és az állam összeomlását. Úgy tűnik, pozíciójában fia, Szebni követte.
Egy Elephantinéban feltárt hivatali épületben számos, helyi tisztségviselők nevével ellátott faládát találtak. Az egyiken Hekaib neve áll. A ládákat valószínűleg a rajtuk említett személyek halotti kultusza során használták.

## Öröksége

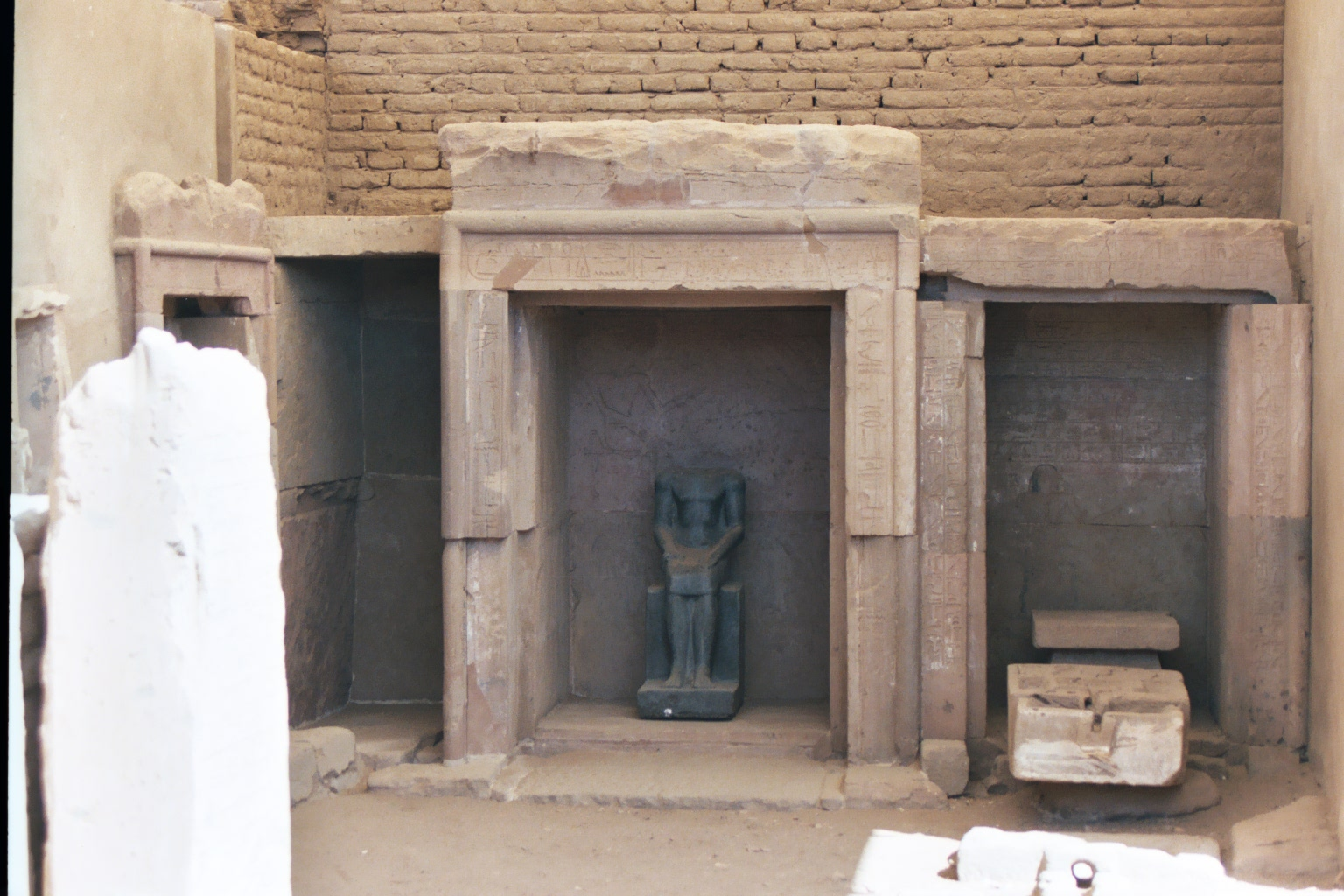
I. Szenuszert kori szentélyek Hekaib szentélyében

Nem sokkal halála és istenné válása után Hekaibot, afféle helyi szent emberként, nagy számban kezdték imádni az emberek, eleinte Kubbet el-Hawa-i sírja előtt, később egy külön erre a célra épített szentélyben. A hívek által itt hagyott különféle dokumentumok tanúsága szerint többjüket is Hekaibról nevezték el. Még fáraókról is tudni, hogy hagytak itt neki szentelt tárgyakat: I. Montuhotep (posztumusz), II. Antef, III. Szenuszert, V. Amenemhat, I. Noferhotep és I. Szobekemszaf szobra is előkerült innen, III. Antefről pedig tudni, hogy elrendelte a szentély felújítását.
Hekaib távoli, a középbirodalom idején élt leszármazottai, I. Szarenput, II. Szarenput és III. Hekaib kibővítették a szentélyt a Hekaib és saját maguk számára épített szentélyekkel. A zűrzavaros második átmeneti kor beköszöntével azonban a szentélyt fokozatosan elhagyták. A törmelékkel megtelt szentélyt Edouard Ghazouli fedezte fel 1932-ben, majd ő és Labib Habachi tárták fel.

## Fordítás
- Ez a szócikk részben vagy egészben  a   Heqaib című angol Wikipédia-szócikk ezen változatának fordításán alapul.  Az eredeti cikk szerkesztőit annak laptörténete sorolja fel. Ez a jelzés csupán a megfogalmazás eredetét és a szerzői jogokat jelzi, nem szolgál a cikkben szereplő információk forrásmegjelöléseként.

## Külső hivatkozások
- Habachi, Labib. Elephantine IV: The Sanctuary of Heqaib. Mainz am Rhein: von Zabern (1985). ISBN 3-8053-0496-X